# Бахрейн (остров)
Бахре́йн (араб. بحرين‎) или Аваль (араб. أوال‎) — самый крупный остров одноименного архипелага. Площадь острова — 578 кв. км. В северо-восточной части острова расположена столица Бахрейна — город Манама.
Остров Бахрейн имеет протяженность с севера на юг ок. 50 км, с запада на восток — 15 км, расположен в Персидском заливе, в 20 км от побережья Саудовской Аравии, соединен с материком системой дамб и мостов. В центральной части острова находится невысокое (в среднем 30-35 м над у.м.), сложенное известняками плато. Самая высокая точка — гора Эд-Духан (134 м над уровнем моря). Вдоль побережья острова тянется полоса песчаных пляжей, местами прерываемая выходами коренных пород.
Остров Бахрейн окаймлен коралловыми рифами. На острове имеются выходы на поверхность пресных подземных вод, линзы которых формируются в пределах Аравийского полуострова и которые стекают по наклонно залегающим водоупорным породам по направлению к Персидскому заливу.
Климат тропический аридный с прохладной зимой (средняя температура января — 16° С) и очень жарким (средняя температура июля-августа — 37° С), более влажным летом. Среднее годовое количество осадков 90 мм. Острова периодически страдают от пыльных бурь и засух. Реки отсутствуют. Доминируют пустынные ландшафты.